# 清水美沙
清水美沙，日本演員，1970年9月25日生於日本東京都田無市（現西東京市）。1987年於電影《湘南純愛組》首次登台。1998年嫁給駐日美軍軍官，移居美國。2001年三月生下一女，2003年四月生下一男。旧艺名清水美砂。

## 出演
（不完全列表）

### 電影
- 湘南純愛組（1987）
- 稻村Jane（1990）
- 五個相撲的少年（1992）
- 未來的記憶（1992）
- 談談情跳跳舞（1996）
- 鳗鱼 (1997)
- 赤橋下的暖流 (2001)
- 大海的見證（2002）
- 不沉的太陽 (2009)

### 連續劇
- 親密愛人（ホーム ワーク）：飾演竹永幸子
- 30歲的天堂（29歲の憂うつ）：飾演酒吧女同性戀老闆工藤菜摘
- 日本NHK電視台 青春家族：飾演阿川咲

## 外部連結
- 清水美沙 MISA SHIMIZU （页面存档备份，存于）